# Tombe etrusche

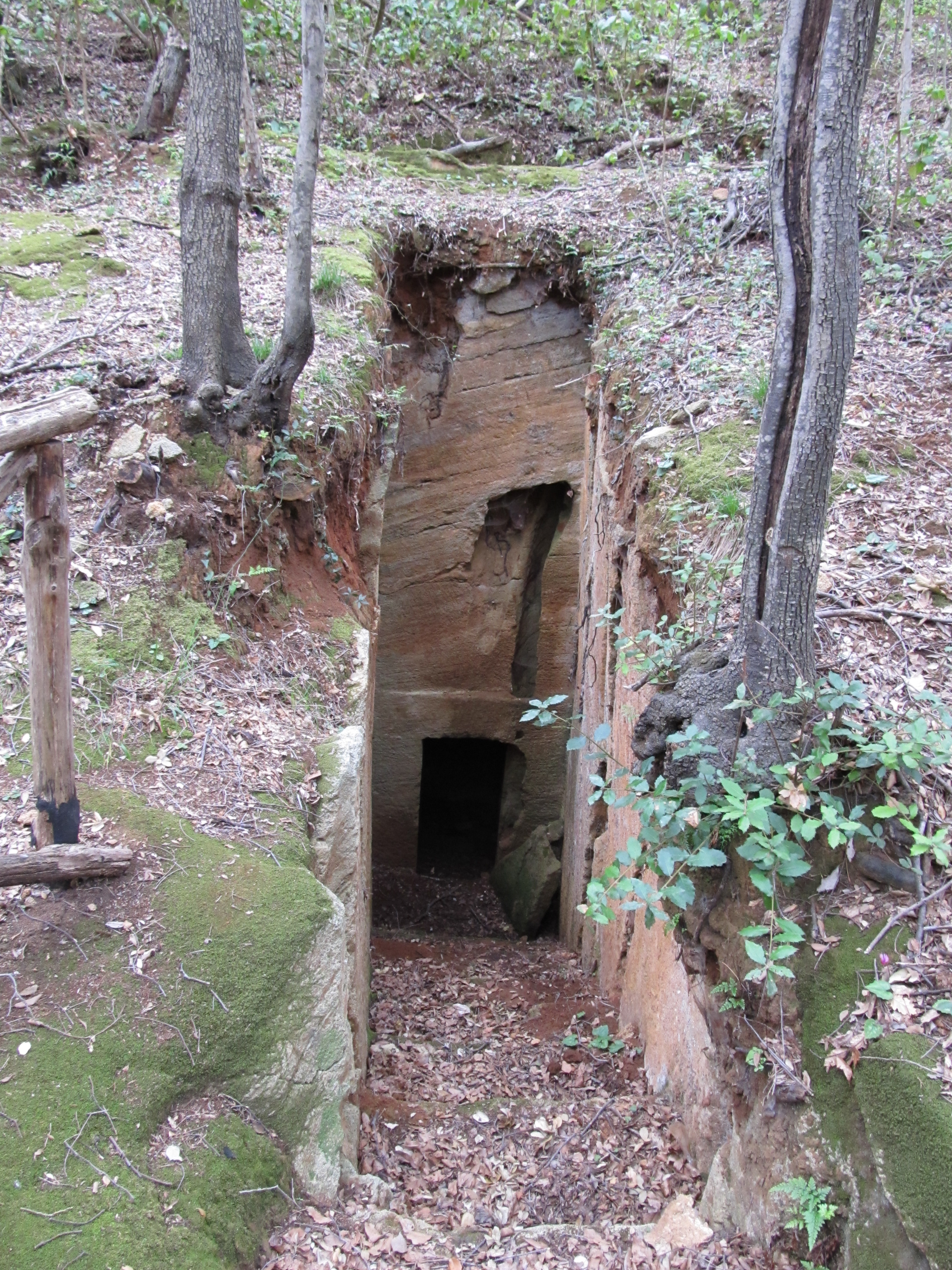
Necropoli delle Grotte (Populonia) - Tomba a camera scavata nel tufo

Con tombe etrusche si intendono le sepolture funebri tipiche dell'antica civiltà etrusca.
Come consueto tra le civiltà antiche, anche tra gli Etruschi le pratiche che avevano come destinatari i defunti assumevano particolare importanza. Nei primi tempi erano legate alla concezione della continuazione della vita dopo la morte e di una speciale attività del defunto. A tale concezione si accompagnava l'idea che quell'attività avesse luogo nella tomba e fosse in qualche modo congiunta alle spoglie mortali. In seguito, per effetto delle suggestioni provenienti dal mondo greco, alla primitiva fede nella sopravvivenza del morto nella tomba si sostituì l'idea di uno speciale regno dei morti, immaginato sul modello dell'Averno greco.
Svariate sepolture etrusche sono giunte sino ai giorni nostri; due necropoli (la necropoli della Banditaccia a Cerveteri e la necropoli dei Monterozzi a Tarquinia) costituiscono inoltre uno dei patrimoni dell'umanità d'Italia.

## Caratteristiche generali
Dato che gli Etruschi pensavano a una vita oltre la morte, la tomba era concepita come una nuova casa, dotata di un corredo di abiti, di ornamenti, oggetti d'uso quotidiano, scorte di cibi e bevande di cui il defunto si sarebbe servito. Il resto era un arricchimento e poteva variare a seconda del rango sociale del defunto e delle possibilità economiche degli eredi, e anche in relazione alle usanze e alle mode dei luoghi e dei tempi. Si poteva così modellare la tomba nell'aspetto sia pure parziale o soltanto allusivo della casa, e dotarla di suppellettili, arredi, e magari affrescarla sulle pareti con scene della vita quotidiana o dei suoi momenti più significativi.
A differenza dei Romani, che esibivano le loro tombe ai margini delle vie consolari, gli Etruschi, costruivano i loro edifici funebri sotto terra o, se in superficie, li celavano alla vista ricoprendoli di tumuli di terra. Le tombe (necropoli) generalmente erano poste in aree, al di fuori delle cinte murarie cittadine. La tomba etrusca da inumazione, tendeva a riprodurre l'abitazione del defunto fin nei minimi particolari, compreso l'arredamento interno, mentre le più antiche urne cinerarie, erano spesso costruite in forma di capanna, con pali in legno e tetto di paglia volto a ricreare uno stretto rapporto con la dimora del morto.

## Tipologia
Esistono diversi tipi di tombe etrusche, variano sia in base al periodo storico, sia in base alla collocazione geografica e alle caratteristiche geologiche del terreno in cui si trovano.

### Tombe apozzo: IX secolo a.c. - VI secolo a.C.

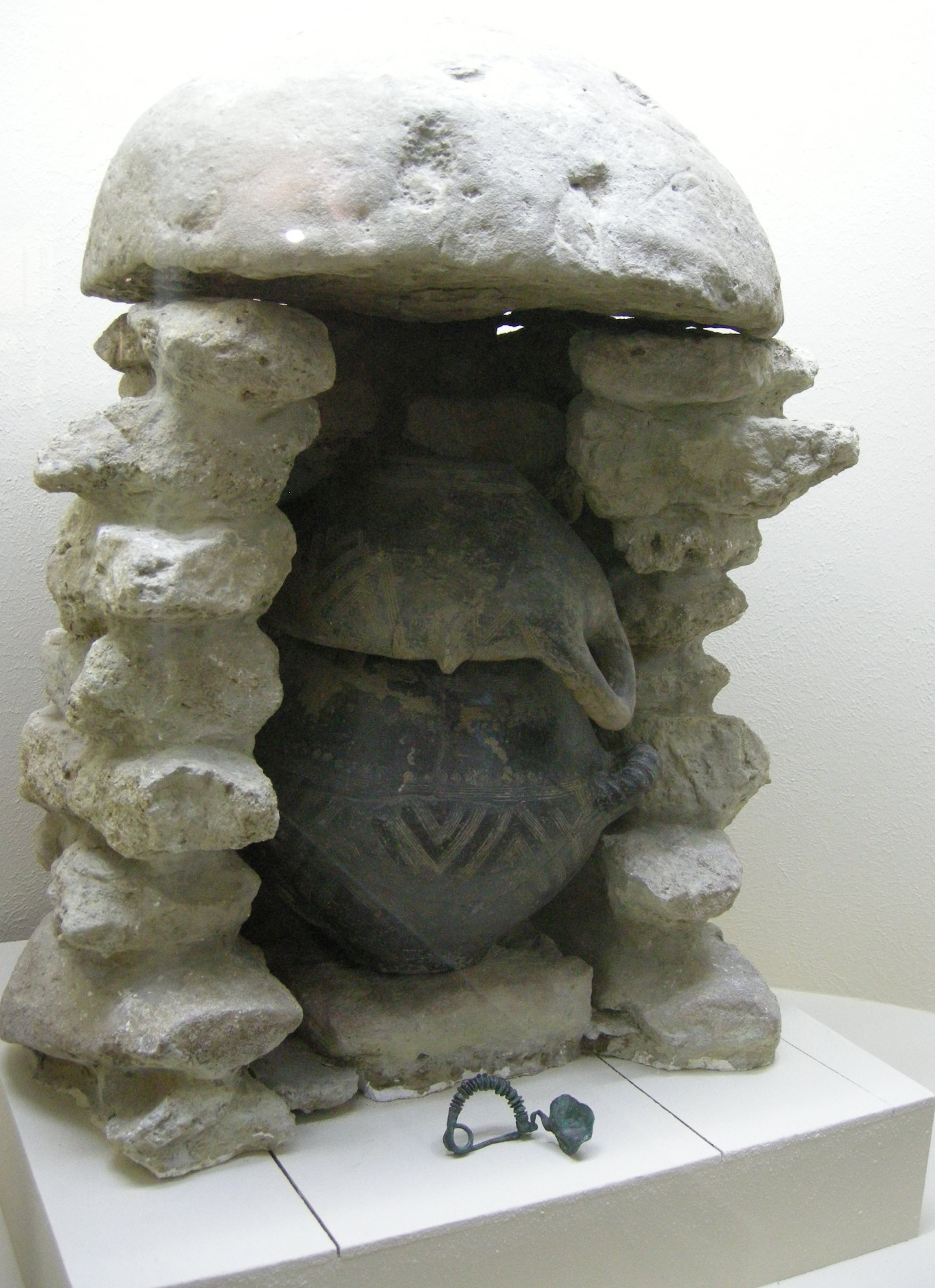
Tomba villanoviana dalla necropoli delle Ripaie IX secolo a.C., Museo Guarnacci di Volterra

Le tombe a pozzo sono simili ad un pozzo scavato nella terra o nella roccia e poi ricoperto, di forma cilindrica oppure quadrangolare. La profondità era variabile e poteva arrivare fino a due metri. Le ceneri venivano deposte in urne di terracotta definite biconiche, collocate sul fondo insieme agli oggetti rituali e ai corredi funebri. L'ossuario era di varia forma, chiuso da un elmo nelle tombe destinate agli uomini oppure chiuse da una ciotola, con l'accenno di seni femminili nella parte alta del vaso per le donne.
Alla fine dell'età del bronzo, sostituirono le sepolture a inumazione. Questo tipo di tomba è strettamente collegato alla cremazione dei corpi, usanza utilizzata tra il X secolo a.C. ed il VI secolo a.C. in quella che poi venne chiamata civiltà villanoviana che enfatizza la cesura netta rappresentata dalla morte.

### Tombe atumulo: VIII - VI secolo a.C.

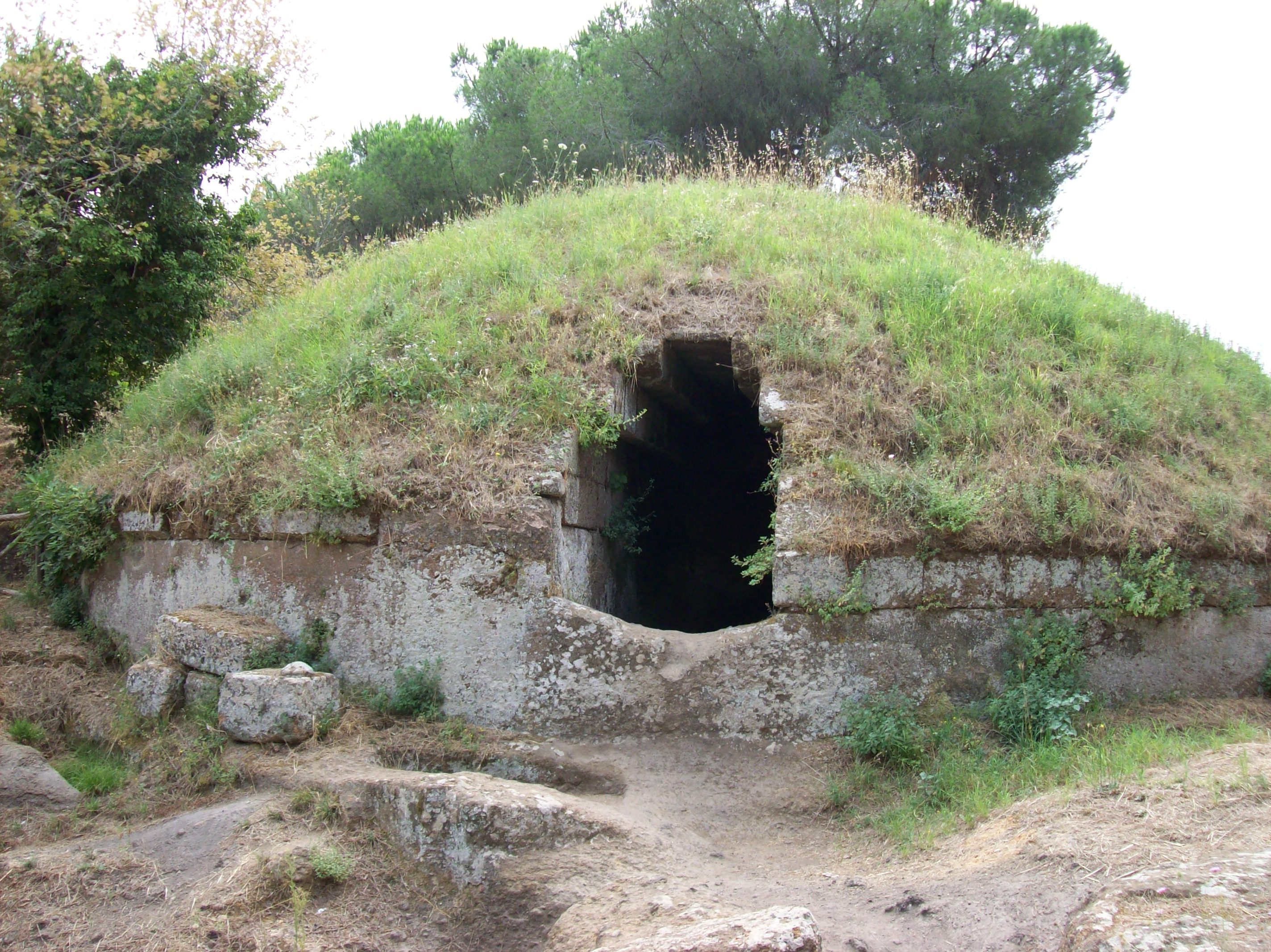
Necropoli della Banditaccia (Cerveteri) - Tomba a tumulo

Le tombe a tumulo sono generalmente costituite da una struttura circolare chiamata tamburo (zoccolo) costruita in blocchi di pietra panchina, squadrati e murati a secco, sormontata da una pseudocupola in lastre di pietra alberese disposte in cerchi concentrici con diametro decrescente fino a formare un involucro a cupola, sostenuta grazie alla forza di gravità.
La pseudocupola viene poi interamente ricoperta di terra compatta per proteggere e isolare l'intera struttura, ed è circondata da un anello di contenimento in blocchetti di pietra panchina.
Per ridurre al minimo il rischio di infiltrazioni e garantire uno scolo dell'acqua piovana ottimale a causa della mancanza di fondamenta, veniva costruito un marciapiede lastricato in pietra alberese intorno al basamento e inclinato verso l'esterno. Tra il tamburo e il tumulo veniva posta una gronda (grundarium) in lastre di alberese che facilitava anch'essa lo sversamento dell'acqua piovana.
I corpi dei defunti venivano alloggiati in letti di pietra panchina in una camera dalle dimensioni ridotte rispetto alla grandezza del tumulo. La camera sepolcrale non è altro che un vano quadrato o di forma rettangolare accessibile per mezzo di un corridoio (dromos) coperto con lastroni di alberese e solitamente orientato verso est. Lungo le pareti interne del dromos talvolta si aprono delle celle secondarie per l'alloggiamento del corredo funebre.
Dopo la sepoltura il dromos veniva sigillato con una riempitura di pietre e terra per evitare eventuali profanazioni della tomba.
Una variante delle tombe a tumulo è rappresentata da quelle dette "ad avancorpo", in cui l'ingresso sporge dal tamburo conferendo una maggiore importanza all'entrata.
Nelle cosiddette tombe "ad alto tumulo", il tamburo in pietra non è presente e il tumulo è poggiato direttamente sul piano della cella.
I grandi tumuli del VII secolo a.C. sono stati definiti come l'eternizzazione dei thesauroi delle famiglie aristocratiche dove i principi defunti ammassano enormi ricchezze, segno tangibile del loro potere. La comparsa dei tumuli monumentali al posto dei piccoli tumuli delle sepolture precedenti e la collocazione in posizioni elevate presso gli abitati, indica una volontà di visibilità da morti come da vivi dei ceti etruschi dominanti.

### Tombe afossa: VIII - V secolo a.C.
Le tombe a fossa sono un tipo di tomba per corpi inumati se di forma rettangolare o per incinerazione quando sono di forma quadrata. Nell'VIII secolo a.C. spesso sostituivano le tombe a pozzetto per i defunti cremati. Qualora non si potesse scavare la tomba rettangolare per mancanza di roccia, si usava circoscrivere le sepolture con materiali vari come ciottoli, lastre di pietra e tegole. Sia all'interno che all'esterno della fossa si depositavano gli oggetti rituali e i corredi funebri.
A questa tipologia appartengono ad esempio le inumazioni e le cremazioni della Necropoli della Galassina.

### Tombe acassone: VII - V secolo a.C.
Le tombe a cassone sono costituite da casse in tufo (anche in nenfro e peperino) particolarmente pesanti, con un coperchio a due falde o a "schiena d'asino", che celavano il defunto e le sue suppellettili personali. Spesso attorno al cassone erano posati altri oggetti funebri.

### Tombeipogeeo acamera: VII - IV secolo a.C.

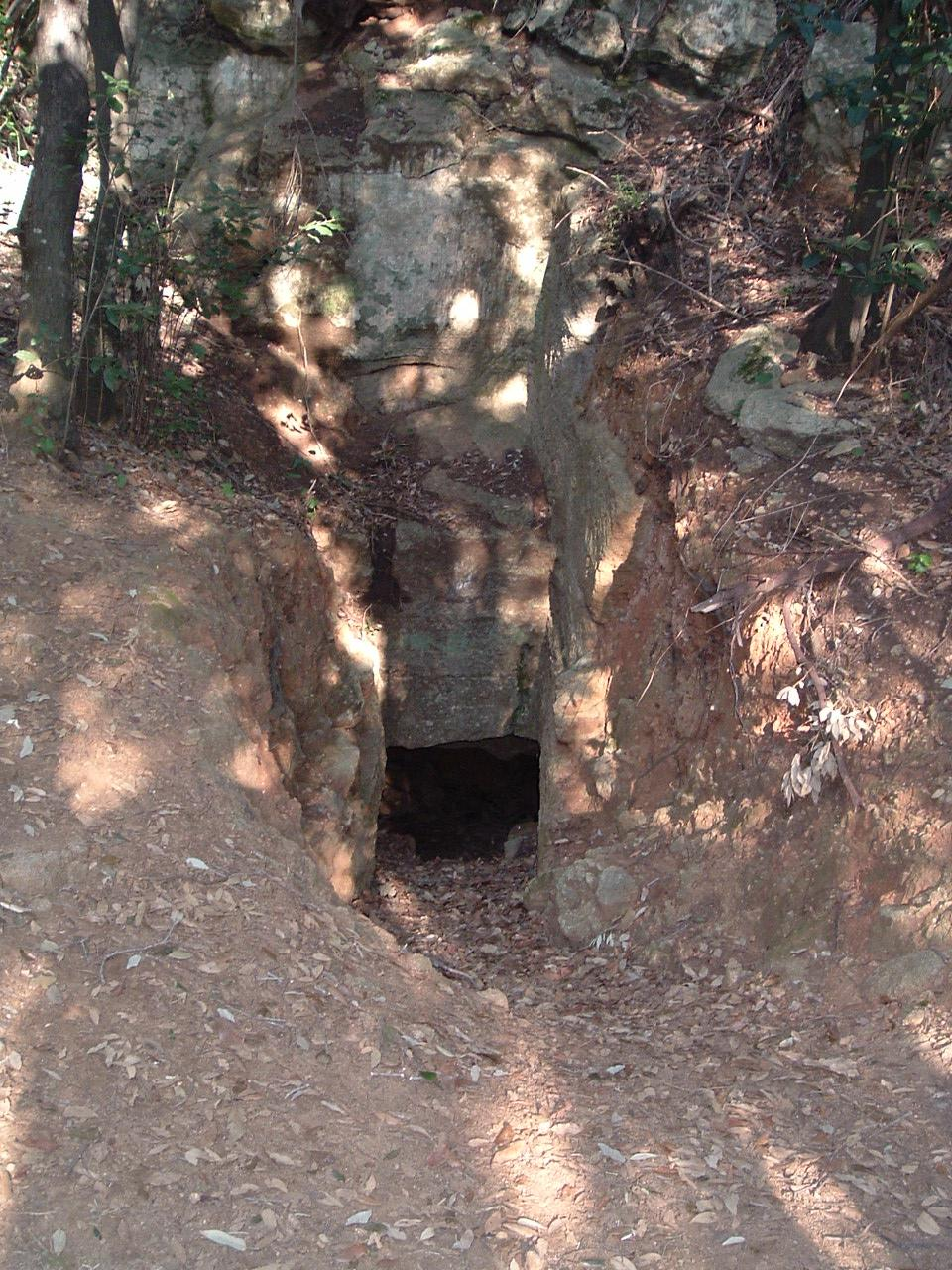
Necropoli ellenistica di Buca delle Fate - Tomba ipogea

Le tombe ipogee o a camera possono essere completamente sotterranee, semisotterranee, oppure scavate nella roccia anche riutilizzando grotte naturali o ricavate nei ciglioni delle rupi. In quest'ultimo caso vengono dette anche tombe rupestri.
Le tombe a camera sono generalmente introdotte da un corridoio più o meno lungo e stretto con pendenza variabile (dromos) e sono scavate sotto terra in strati di tufo, nenfro, macco e peperino. Sono di forma varia: rettangolari, rettangolari allungate con sezione ad arco "ogivale", trapezoidali, quadrate, a "T", con uno o più vani collegati fra di loro a imitazione delle abitazioni.  Alle pareti sono spesso ricavati i letti funebri oppure possono essere ornate con affreschi e sculture, mentre le porte e i soffitti sono sovente in rilievo e decorati. Nel periodo arcaico vengono innalzate nelle tombe, anche colonne con capitelli.
La tomba a camera diviene dalla fine dell'VIII secolo a.C. il sepolcro tipico dell'aristocrazia etrusca, fino alla completa romanizzazione dell'Etruria, arrivando alle soglie dell'età imperiale romana.
Dall'età orientalizzante fino al V secolo a.C. le tombe a camera sono il più delle volte caratterizzate da un grande tumulo, che, con la loro monumentalità, non possono non rappresentare l'enfatizzazione del ruolo e dell'importanza del gruppo gentilizio, riconosciuti nel capostipite e nella genealogia familiare ospitati nel complesso tombale. Ruolo ed eminenza dei defunti aristocratici trovavano un'ulteriore conferma negli oggetti deposti nella tomba.
Nel corso del VII secolo a.C. si affermano tipi di tombe sempre più complessi ed elaborati, con tumuli sotto cui camere ipogee completamente inserite nel tufo riproducono i moduli in uso nelle abitazioni articolandosi in vani disposti su più assi.
Il sepolcro a camera nasce per ospitare la coppia maritale capostipite e i loro figli immaturi, deposti in cellette secondarie aperte nel corridoio di accesso. Attorno al primo sepolcro o entro lo stesso tumulo le successive generazioni si affollano, formando gruppi di tombe, allo scopo di ribadire la propria discendenza.

### Tombe atholos: Tardo periodo orientalizzante

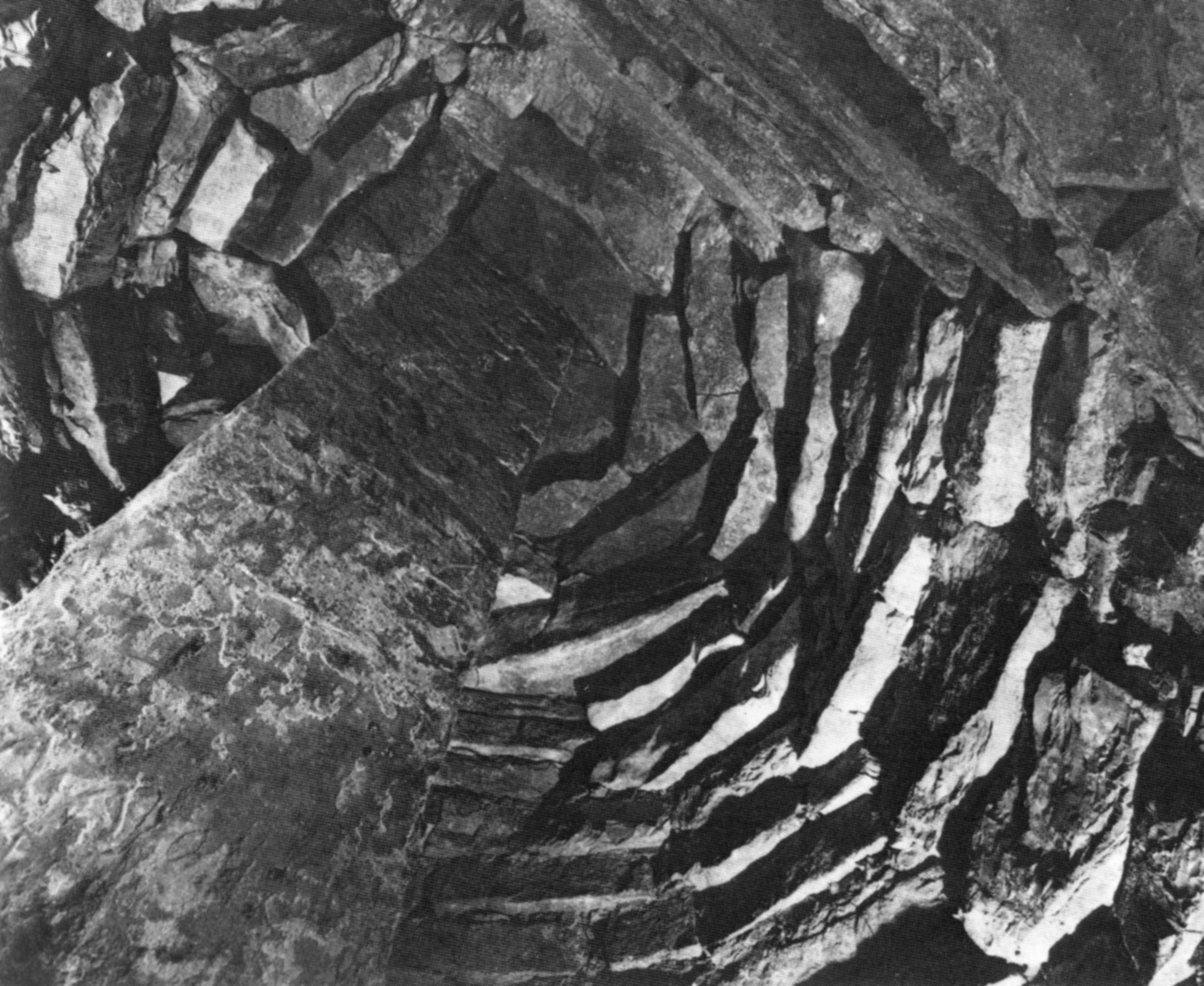
Sesto Fiorentino (Firenze) - Tomba della Montagnola (Tomba a tholos)

Le tombe a tholos sono una derivazione dell'architettura di Micene, tipo di tomba destinata ai re. Si tratta di uno dei primi esempi di cupola dell'antichità ed è costruita contro una collina allineando delle pietre in cerchi concentrici sovrapposti, fino alla completa chiusura della volta. La sala circolare il cui centro è a volte occupato da un pilastro centrale, veniva poi ricoperta di terra ricostruendo così l'architettura originaria della collina.
Il sarcofago del nobile etrusco, era situato in un piccolo vano accanto al grande locale circolare coperto dalla falsa cupola. L'accesso alla tomba era garantito da un dromos a cielo aperto o coperto.
Particolarmente usata nell'Etruria settentrionale nel tardo periodo orientalizzante, il thòlos a pianta quadrangolare fa la prima precoce comparsa a Populonia e Vetulonia.
Questo tipo di tomba è stata usato sopraggiunte per l'egemonia delle sepolture familiari e veniva utilizzato dallo stesso clan aristocratico per più generazioni in una vita scaramantica e piena di sofferenze.

### Tombe aedicola: VI - V secolo a.C.

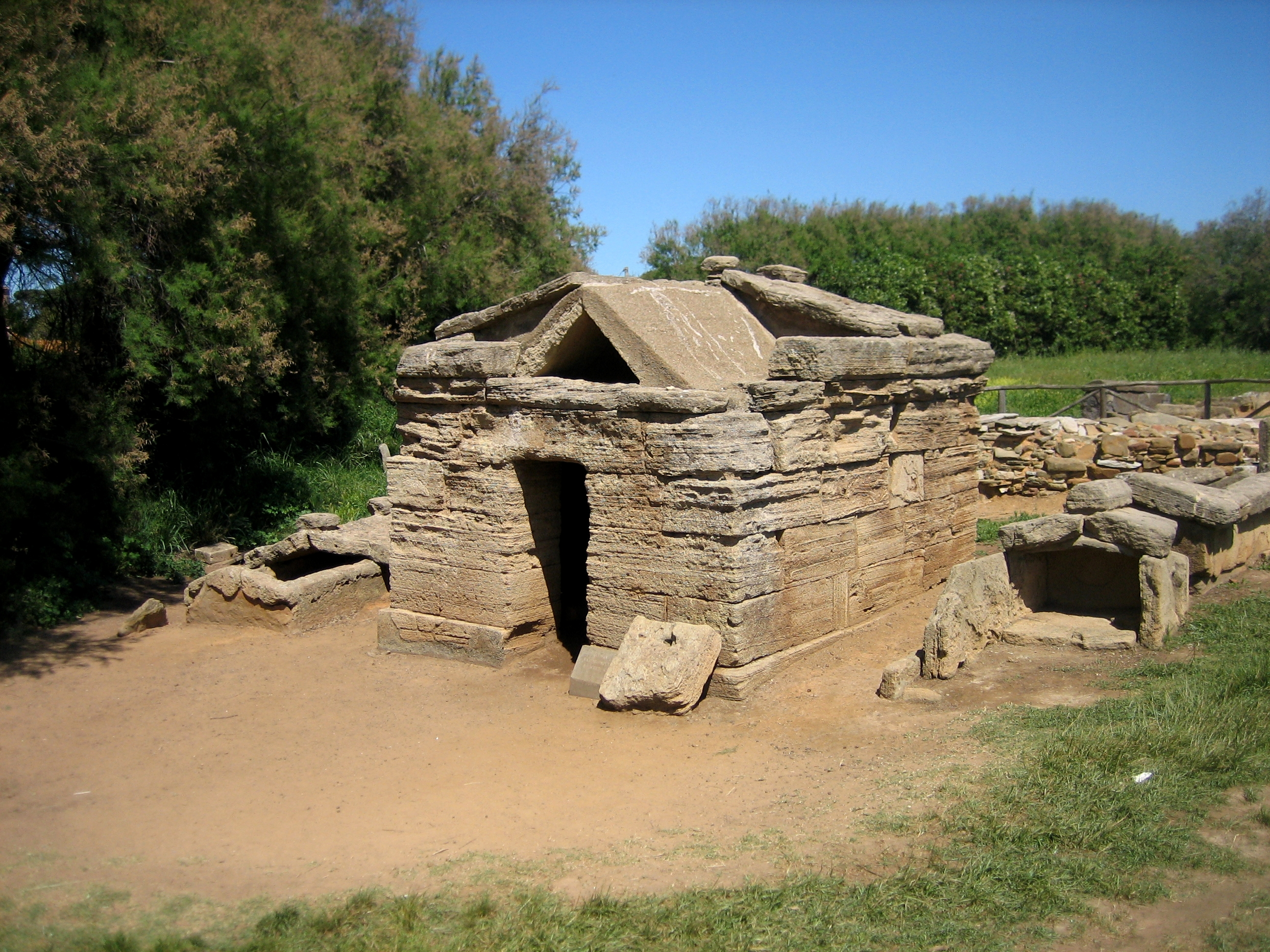
Necropoli di San Cerbone (Populonia) - Tomba del "Bronzetto dell'Offerente"

Le tombe a edicola sono semplici casette rettangolari in pietra con tetto a due falde, ad ambiente unico e generalmente costruite all'aperto. Questi tipi di tombe rappresentano una rarità e il loro nome deriva dal termine latino “aedìcula”, per le loro caratteristiche formate che richiamano quelle di un tempietto. Nella simbologia etrusca tale forma era molto strana e inusuale, perché rappresentava il punto intermedio del viaggio che il defunto doveva compiere dalla vita alla morte alla resurrezione sotto forma di spirito o animale, era infatti una credenza etrusca che dopo la morte le persone con un cuore nobile si reincarnassero in un animale guida pronto a proteggere i discendenti dalle avversità della vita. Poteva contenere solamente fino a 10 corpi.

### Tombe adadoo acubo: VI - II secolo a.C.

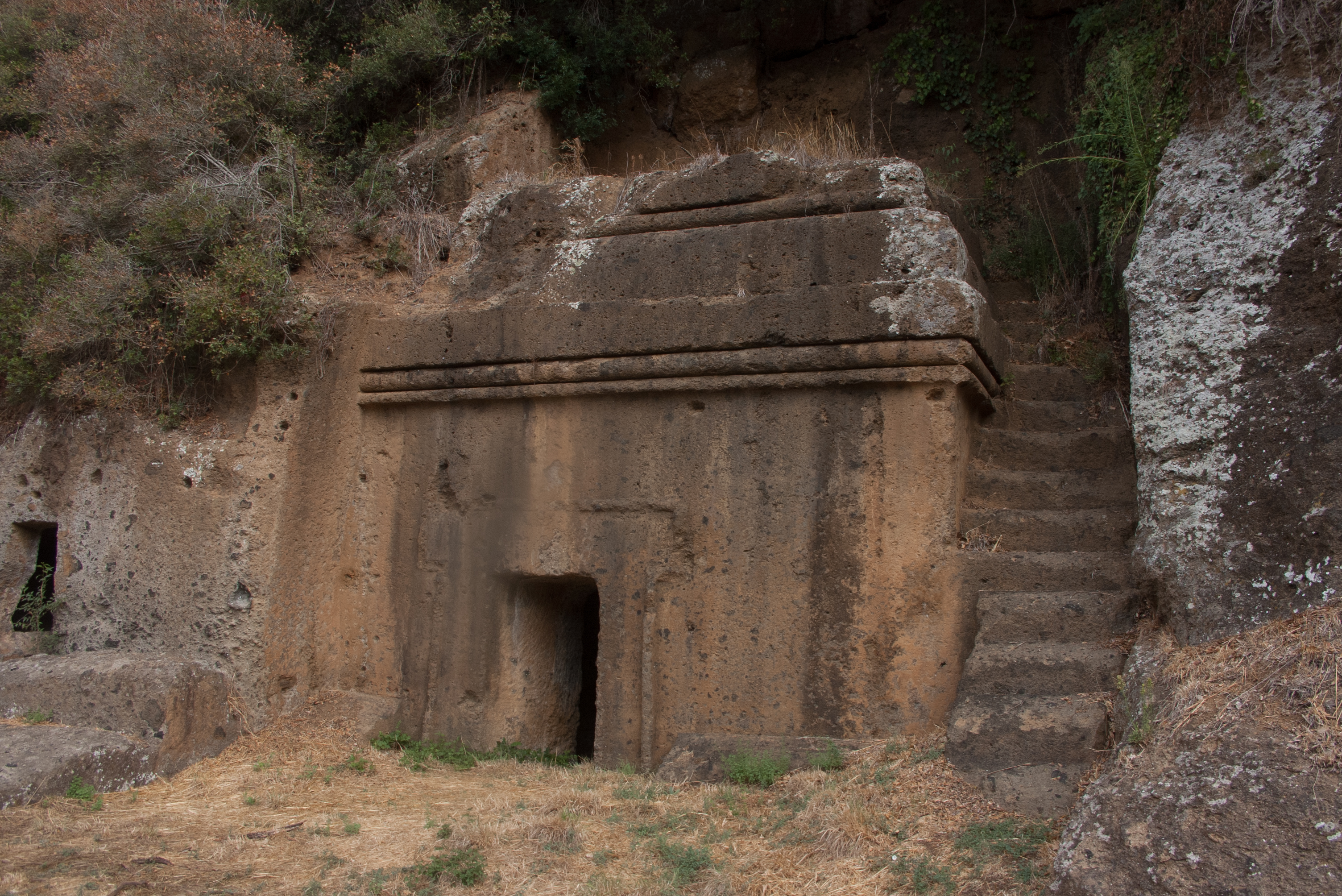
Necropoli della Casetta (Blera) - Tomba a dado

Le tombe a dado o a cubo sono delle tombe a camera tipiche delle necropoli rupestri, inserite all'interno di un blocco di roccia scavato nel tufo o costruite ex-novo. In quest'ultimo caso costituiva una vera e propria tomba a dado, perché la struttura era isolata su tutti e quattro i lati. Quando invece il parallelepipedo è isolato solamente sui tre lati della parete rocciosa, vengono denominate a "semidado".
Con questo tipo di tombe si ricrea una vera e propria architettura civile per il defunto; sul fronte può esistere una porta di accesso aperta direttamente sulla via sepolcrale o una finta porta scolpita a lato, a suggerire il passaggio costituito dalla morte. Delle scalette laterali permettevano di raggiungere la terrazza sommitale o basso tumulo dove si svolgevano le pratiche del culto funerario, forse anche con l'esposizione del defunto.
La camera sepolcrale si trova al di sotto della facciata del dado scavata sotto il monumento preceduta da un atrio e un'anticamera, cui si accede attraverso un lungo corridoio (dromos).

### Tombe acolombario: Dal III secolo a.C.
Le tombe a colombario sono camere, spesso comunicanti in serie, nelle cui pareti sono ricavate delle cellette di circa 20 – 30 cm di lato nelle quali venivano deposte le ceneri dei defunti, in vasi o urne, insieme a corredi funebri molto poveri. Questo tipo di sepoltura veniva usato dalle classi sociali più povere e risalgono all'ultimo periodo etrusco e al periodo romano.

### Tombe apozzo: II - I secolo a.C.
Le tombe a pozzo sono così chiamate per la struttura di un pozzo che può raggiungere la profondità di dieci metri. La camera sepolcrale o i cunicoli che ad essa conducono, si trovano in fondo e possono essere raggiunti attraverso tacche (pedarole) ad uso di gradini oppure attraverso degli scalini scavati nella parete del pozzo.

### Tombe allacappuccina: Età imperiale
Le tombe alla cappuccina prendono il loro nome dalla loro forma, che ricorda un cappuccio da frate. La tomba è formata da una copertura di tegole o anche lastroni di pietra posti ai fianchi della salma e uniti al vertice. La terra ricopriva il tutto, compreso un corredo funerario particolarmente povero in relazione alla classe sociale che usufruiva di queste semplici sepolture.

### Monografie
- Mauro Cristofani, Dizionario illustrato della civiltà etrusca, Milano, Giunti Editore, 1999. ISBN 88-09-21728-4.
- Mario Torelli, Storia degli Etruschi, Bari, Editori Laterza, 1984. ISBN 88-420-1941-0
- Mario Torelli, Necropoli dell'Italia antica, Touring Club Italiano Editore, 1982.
- Luisa Banti, Il mondo degli etruschi, Roma, Editrice Primato, 1960.
- Massimo Pallottino, Etruscologia, Milano, Hoepli, 1984. ISBN 88-203-1428-2.
- Massimo Pallottino, La necropoli di Cerveteri, Istituto poligrafico dello Stato, 1964.
- Alessandro Mandolesi, Grandi tumuli etruschi, Firenze, All'Insegna del Giglio, 2020. ISBN 9788878149915.
- Gilda Bartoloni, La Cultura Villanoviana. All'inizio della storia etrusca, Roma, Carocci editore, 2002. ISBN 88-430-2261-X.
- Carlo Maurilio Lerici, Nuove testimonianze dell'arte e della civiltà etrusca, Lerici Editori, 1960.
- Paolo Brocato, Origine e primi sviluppi delle tombe a dado etrusche, Arcavata di Rende: Università della Calabria, 2012. ISBN 978-88-98197-01-9
- Anna Muggia, Impronte nella sabbia: tombe infantili e di adolescenti nella necropoli di Valle Trebba a Spina, Firenze, All'insegna del giglio, 2004. ISBN 88-7814-272-7
- Antonio Minto, Populonia: la necropoli arcaica, Piombino, La bancarella Editrice, 2007. ISBN 88-89971-19-3, 978-88-89971-19-2
- Renato bartoccini, Le pitture etrusche di Tarquinia, Milano, A. Martello Editore, 1955.
- Luigi Consortini, Le necropoli etrusche di Volterra e le tombe dei secoli 5. e 6. a. C, Lucca, Scuola tipografica Artigianelli, 1933.
- Alessandra Coen, Complessi tombali di Cerveteri con urne cinerarie tardo-orientalizzanti, Firenze, L. S. Olschki, 1991.
- Frido Chiostri, Le tombe a tholos di Quinto nel comune di Sesto Fiorentino, Associazione turistica Pro Sesto, 1969.
- Renzo Romanelli, Necropoli dell'Etruria rupestre: architettura: Blera, Castel D'Asso, Castro, Grotte di Castro, Norchia, S. Giovenale, S. Giuliano, Tuscania, Viterbo, Agnesotti Editore, 2022

### Atti del convegno
- L' Etruria meridionale rupestre: atti del convegno internazionale "L'Etruria rupestre dalla Protostoria al Medioevo. Insediamenti, necropoli, monumenti, confronti" : Barbarano Romano-Blera, 8-10 ottobre 2010, Roma, Palombi, 2014.
- L' architettura funeraria a Populonia tra 9. e 6. secolo a. C. : atti del Convegno, Castello di Populonia, 30-31 ottobre 1997, Firenze, All'insegna del giglio, 2000.

### Articoli
- Giuseppe M. Della Fina, Tarquinia. Tombe dipinte, i colori della ricchezza, Archeo N.1, Aprile 2014, p. 60.
- Alessandro Mandolesi, Alfonsina Russo Tagliente, Nella Tarquinia dei principi. La tomba dell'aryballos sospeso, in Archeo n°345, novembre 2013,  pp. 38-47. URL consultato l'8 aprile 2018.
- Stefano Mammini, Cerveteri. La storia scavata nella roccia, Archeo N. 267, Maggio 2007, p. 52., su archeo.it. URL consultato il 28 febbraio 2015 (archiviato dall'url originale il 2 aprile 2015).
- Maurizio Sannibale, Alla scoperta dei carri nascosti, Archeo N. 344, Ottobre 2013, p. 28.
- Vulci (VT): L'architettura della tomba François, Archeomedia, Luglio 2004.
- Stefano Mammini, Cerveteri. Regina del Mediterraneo, Archeo n. 355, luglio 2014, p. 36, su archeo.it. URL consultato il 28 febbraio 2015 (archiviato dall'url originale il 3 aprile 2015).